# Erysimum popovii
Erysimum popovii är en korsblommig växtart som beskrevs av Werner Hugo Paul Rothmaler. Erysimum popovii ingår i släktet kårlar, och familjen korsblommiga växter. Inga underarter finns listade i Catalogue of Life.